# GNUmed
GNUmed は、Unix系システム（BSD、Linux、UNIX）、Microsoft Windows、macOS、その他のプラットフォーム向けの電子医療記録 (EMR) であり、FOSSである。GNUmed は、患者のプライバシーを尊重し、オープン標準に基づいたヘルスソフトウェアを提供することを目指している。
GNUmed は、自由ソフトウェアおよびオープンソースの DBMS である PostgreSQL などのサードパーティプロジェクトをベースとしており、主に Python で書かれている。WxPython に基づくグラフィカルユーザインタフェース (GUI) によって提供されている。

## 歴史
GNUmed の最初のバージョンはホルスト・ハーブによって作成された。ハーブが積極的な開発を中止した後、カルステン・ヒルベルトが開発を引き継ぎ、プロジェクトリーダーとして部分的に見直した。
カルステン・ヒルベルトは、この取り組みに単独で参加したわけではない。シアン・タン、イアン・ヘイウッド、ヒルマー・バーガー、セバスチャン・ヒルベルト、カルロス・モロ、マイケル・ボナート、リチャード・テリー、トニー・レンブケなど、数名の開発者がチームに参加し、さまざまな場面で協力した。コーディングに集中する者もいれば、ジム・バッサーやロジェリオ・ルス・コエーリョのように、ドキュメントの作成やコメントの提出で貢献した者も多かった。
この名前は当初、GNUプロジェクトと GNUmed の医療専門家とのつながりを称えるために選ばれた。ロゴには、GNU プロジェクトの象徴としてヌーが描かれ、プログラミング言語と医療専門家への参照として Python が描かれている。
当時、GNUmed は既存の EMR に代わるものを目指した単なる自由ソフトウェアプロジェクトであった。その後、機能やパフォーマンスの面で他の EMR に匹敵するまでに進化した。

## 使用
GNUmed は主に電子医療記録の管理に使用される。紙の記録をアーカイブする手段と、それらの記録のメタデータを収集する手段を提供する。患者の追加やアクティブ化などの管理タスクのほか、患者のアレルギーや予防接種の記録といったデータの管理にも使用される。

## 特徴
GNUmed はさまざまな機能をサポートしており、その多くは中心となる機能を拡張するプラグインとして実装されている。これらの機能には、医療記録のアーカイブシステムから予防接種ステータスの処理までが含まれる。機能のリストは、GNUmed のドキュメントシステムで提供されている。
GNUmed のインターフェイスを利用することで、サードパーティソフトウェアは GNUmed とやり取りし、その機能を利用できる。